# Courtenay (Dakota Północna)
Courtenay – miasto w Stanach Zjednoczonych, w stanie Dakota Północna, w hrabstwie Stutsman.